# Vers el desconegut
Vers el desconegut (títol original: Toward the Unknown), originalment anomenat Flight Test Center i titulat Brink of Hell al seu llançament al Regne Unit, és una pel·lícula de guerra estatunidenca de 1956 sobre el començament de l'avió supersònic i filmada a la base de la força aèria Edwards. És protagonitzada per William Holden, Lloyd Nolan i Virginia Leith, la pel·lícula compta amb el debut a la pantalla de James Garner. Està doblada al català.
La pel·lícula va ser dirigit per Mervyn LeRoy i escrit per Beirne Lay, Jr., que també havia escrit la novel·la i el guió de Twelve O'Clock High (1949), i els guions posteriors de Above and Beyond (1952) i Strategic Air Command (1955). El títol de la pel·lícula deriva del lema del Centre de proves de vol de la Força Aèria, Ad Inexplorata.

## Argument
A l'alba del vol supersònic a la dècada de 1950, un grup de pilots de prova d'avions experimentals de la base de la força aèria Edwards són posats al límit.

## Repartiment
- William Holden com Major Lincoln Bond
- Lloyd Nolan com Brigader General Bill Banner
- Virginia Leith com Connie Mitchell
- Charles McGraw com Coronel R. H. "Mickey" McKee
- Murray Hamilton com Major "Bromo" Lee
- Paul Fix com Tinent General Bryan Shelby
- James Garner com Major Joe Craven
- L. Q. Jones com Tinent 2n Sweeney
- Karen Steele com Polly Craven
- Malcolm Atterbury com Hank
- Ralph Moody com H. G. Gilbert

## Producció

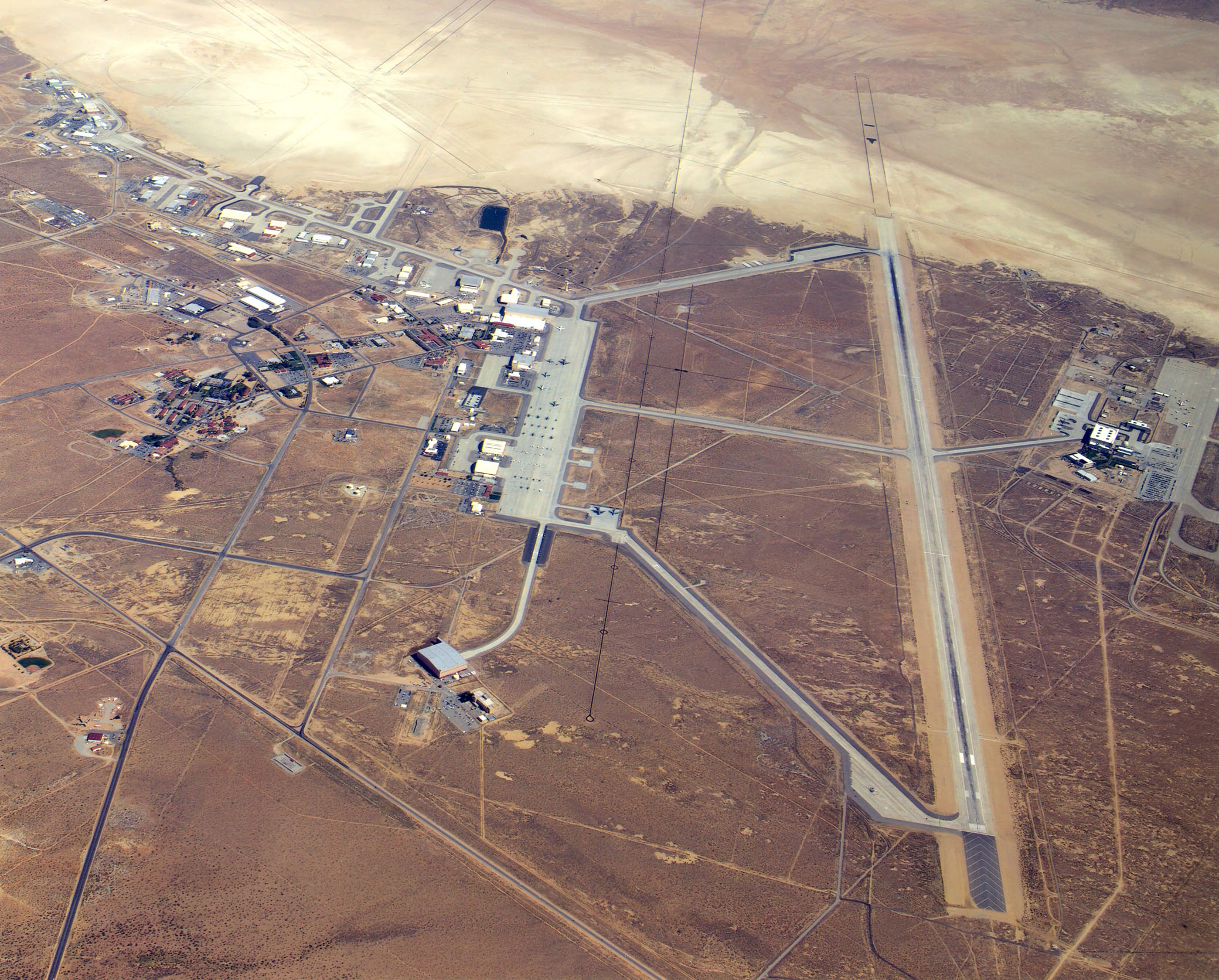
Vista d'un pilot de la base de la força aèria Edwards, que mostra l'àrea de la base principal, situada al costat del llac Rogers Dry, totes les ubicacions clau utilitzades a Vers el desconegut

Com altres grans estrelles de l'època, Holden va decidir provar de produir pel·lícules ell mateix, creant Toluca Productions. Al final, però, Vers el desconegut va ser l'única pel·lícula produïda. Tal com es va repartir originalment, els papers protagonitzats tenien Clark Gable com a General Banner i Gregory Peck com a Major Bond, però els problemes contractuals van requerir una revisió, amb Holden assumint el paper d'estrella i de productor.
James Garner, que va debutar al cinema a la pel·lícula, diu que el director Mervyn LeRoy va intentar "assotar-lo". "Li vaig saltar directament", va dir. "Era famós per això, només escollia un noi i el dominaria durant tota la pel·lícula. Si no hagués pres les pastilles d'hora al matí, era desagradable".
Vers el desconegut es va produir amb la total cooperació de la Força Aèria dels Estats Units amb la fotografia principal que va tenir lloc durant l'hivern de 1955. Com a primera pel·lícula que va explotar la cursa de la USAF a l'espai al programa d'avions X, el lema de Vers el desconegut deia: "La primera història de la pantalla de coets pilotats per homes, EUA!" L'ús extensiu de les instal·lacions d'Edwards i els seus llits secs d'emergència, així com l'àrea comunitària de la força aèria relacionada, donen un aire d'autenticitat a la producció. Assessors tècnics del comandament de recerca i desenvolupament aeri (ARDC) van servir com a assessors tècnics de la producció.

## Recepció
Vers el desconegut va ser revisat críticament com un exemple de la "fraternitat d'actor convertit en productor", amb l'ídol de la pantalla William Holden molt implicat en la producció. La pel·lícula també va reflectir les gestes de pilots de prova de la vida real com Chuck Yeager, que van ser objecte de titulars a tot el món. Bosley Crowther de The New York Times, va resumir el seu impacte, però, com "Els directors, per dir-ho breument, mai són tan fascinants com l'avió apuntava al futur a 'Vers el desconegut'. "
Considerada pels seus mèrits com una pel·lícula "voladora" que "val la pena veure-la", els crítics posteriors de pel·lícules d'aviació també van lamentar la "història típica sobre el conflicte personal i la fe d'una dona que va infectar massa pel·lícules de vol". Seguint amb la representació de l'art o l'artifici, el revisor dels darrers dies Christopher McQuain afirma que "Trobar qualsevol cosa d'interès a 'Vers el desconegut' depèn de si considereu la pel·lícula com a art o artefacte; no és un bona pel·lícula, però és fascinant i reveladora. És una propaganda de la Guerra Freda totalment transparent, amb exposicions encantades d'avions militars en acció, una visió ansiosa i ansiosa cap a la carrera espacial i un interès en els assumptes a escala humana tan descoratjador. com fer que les màquines i la capacitat de construir-les i fer-les volar semblin molt més importants que les complicacions i conseqüències del militarisme i la guerra lliurada..."